# 金山大樓
金山大樓是上海市的一座歷史建築，位於虹口區金山路43號。金山大樓竣工於1905年，是上海市最早的旅馆建筑之一，被列入上海市第五批優秀歷史建築名單。